# Dave Mackay
David Craig Mackay (* 14. November 1934 in Edinburgh; † 2. März 2015 in Nottingham) war ein schottischer Fußballspieler und -trainer. Seine erfolgreichste Zeit als Spieler hatte er 1961, als er mit Tottenham Hotspur englischer Meister und Pokalsieger wurde. Als Trainer führte er Derby County 1975 zur englischen Meisterschaft.

## Karriere als Spieler
Mackay startete seine Laufbahn als Spieler bei Heart of Midlothian, einem Verein aus seiner Heimatstadt Edinburgh. In der Saison 1957/58 gewann er mit seinem Verein souverän die schottische Meisterschaft vor den Glasgow Rangers. Dabei erzielte die Mannschaft in 34 Spielen 132 Tore und stellte damit einen neuen schottischen Rekord auf. 1955 und 1959 holte er zudem den Titel im Scottish League Cup und 1956 den Titel im Scottish FA Cup durch ein 3:1 gegen Celtic Glasgow.
Im März 1959 wechselte Mackay für 32.000 Pfund zu Tottenham Hotspur in die englische First Division. Bereits in der Saison 1960/61 gewann er mit seinem neuen Team unter Trainer Bill Nicholson die englische Meisterschaft und den FA Cup. Im Europapokal der Landesmeister 1961/62 scheiterte Tottenham erst im Halbfinale knapp am späteren Sieger Benfica Lissabon um Superstar Eusébio. Dafür gelang im folgenden Jahr der Triumph im Europapokal der Pokalsieger 1962/63 durch ein 5:1 über den spanischen Pokalsieger Atlético Madrid. Mitspieler von Dave Mackay in dieser erfolgreichen Zeit waren u. a. Maurice Norman, Danny Blanchflower, John White und Jimmy Greaves.
1968 wurde Mackay vom Trainerduo Brian Clough und Peter Taylor verpflichtet. Diese trainierten zu diesem Zeitpunkt den englischen Zweitligisten Derby County. Dieser Transfer fand Beachtung im englischen Spielfilm The Damned United. Gleich in seiner ersten Spielzeit in Derby gelang der Aufstieg in die First Division. Dave Mackay wurde dabei die Ehre zuteil zum FWA Footballer of the Year der Saison 1968/69 gewählt zu werden. 1971 wechselte er für eine letzte Saison als Spielertrainer zu Swindon Town in die Football League Second Division. Hiernach beendete er mit 37 Jahren seine Spielerlaufbahn.

## Schottische Fußballnationalmannschaft
Dave Mackay stand im Kader der schottischen Nationalmannschaft für die Fußball-Weltmeisterschaft 1958 in Schweden. Zwei Niederlagen gegen Frankreich und Paraguay sowie ein Unentschieden gegen Jugoslawien führten jedoch bereits zum Aus in der Vorrunde. Insgesamt bestritt er für die Auswahlmannschaft seines Heimatlandes 22 Länderspiele und erzielte vier Tore.

## Karriere als Trainer
Nach seiner ersten Erfahrung als Spielertrainer in Swindon, ging Dave Mackay in der Saison 1972/73 zum englischen Zweitligisten Nottingham Forest. Forest war erst in der Saison 1971/72 nach 15 Jahren Erstklassigkeit aus der First Division abgestiegen. Mackay löste Anfang November 1972 seinen Vorgänger Matt Gillies ab, verpasste jedoch mit dem vierzehnten Tabellenplatz den Aufstieg deutlich. Beinahe auf den Tag genau ein Jahr später kündigte er seinen Trainerposten bei Nottingham Forest, um Nachfolger von Brian Clough bei seinem früheren Verein Derby County zu werden. Clough hatte Derby 1972 zur englischen Meisterschaft geführt und war im Europapokal der Landesmeister 1972/73 bis ins Halbfinale gekommen, hatte sich jedoch anschließend mit dem Vorstand überworfen. In seiner ersten Saison führte er seinen neuen Verein auf einen dritten Tabellenplatz und in der Saison 1974/75 zur englischen Meisterschaft vor dem FC Liverpool. Im Europapokal der Landesmeister 1975/76 scheiterte er mit seinem Team in der 2. Runde nach einem 4:1-Heimsieg durch eine 1:5-Niederlage nach Verlängerung beim spanischen Meister Real Madrid. Nach einem schwachen Saisonstart 1976/77 wurde Mackay nach drei Jahren in Derby entlassen.
Gegen Ende der laufenden Saison 1976/77 übernahm er den Trainerposten beim englischen Drittligisten FC Walsall, verließ diesen jedoch bereits 1978 wieder, nachdem der Verein den Aufstieg in die zweite Liga verfehlt hatte. In den folgenden Jahren trainierte er verschiedene Vereine in Kuwait und den Vereinigten Arabischen Emiraten, ehe er 1987 nach England zurückkehrte, um den Drittligisten Doncaster Rovers zu trainieren. Nach dessen Abstieg in die vierte Liga wechselte er 1989 zu Birmingham City, die gerade erstmals in der Vereinsgeschichte in die dritte Liga abgestiegen waren. Nach einem siebenten Platz in der Spielzeit 1989/90, reichte es 1990/91 lediglich zu Tabellenplatz 12. Aufgrund des deutlich verpassten Aufstiegs wurde Mackay entlassen. Da er aufgrund der mangelnden Erfolge der letzten Jahre kein ansprechendes Angebot in England erhielt, übernahm er 1991 den Trainerposten beim ägyptischen Verein Zamalek SC. Von 1994 bis 1995 trainierte er die Nationalmannschaft des Katar. 
Im Jahr 2002 fand Dave Mackay Aufnahme in die English Football Hall of Fame.

## Erfolge
- Europapokalsieger der Pokalsieger: 1963
- Englischer Meister: 1961, 1975
- FA-Cup-Sieger: 1961, 1962, 1967
- Schottischer Meister: 1958
- Schottischer Pokalsieger: 1956